# Bidache
Bidache (en francés y oficialmente; en euskera Bidaxune, en gascón Bidaishe) es una localidad y comuna francesa, situada en la región de Aquitania, departamento de Pirineos Atlánticos, el distrito de Bayona, y pertenece al cantón de País de Bidache, Amikuze y Ostibarre. Está situado en el territorio histórico vascofrancés de Baja Navarra y es atravesada por el río Bidouze, afluente del Adur.

## Historia
El castillo de Bidache fue el centro de poder de los Gramont. Ocupado e incendiado en 1523 por las tropas españolas comandadas por Filiberto de Chalôns. Antonio I, se proclamó príncipe soberano de Bidache en 1570, manteniéndose hasta la Revolución Francesa, que arrasó el castillo en 1796.

## Heráldica
Cuartelado: 1.º, en campo de oro, un león rampante, de azur, armado y lampasado de gules, que es Gramont; 2.º y 3.º, en campo de gules, tres flechas de oro, armadas y emplumadas de plata, bien ordenadas y puestas punta abajo, que es Aster; y 4.º, en campo de plata, una libre rampante, de gules, acollarado de azur y bordura de sable, con ocho bezantes de oro, que es Aure. Sobre el todo, escudete de gules con cuatro otelas de oro, que es Comminges.
Grito: ¡Dios nos ayude!
divisa: Dei gratia sum id quod sum (Por la gracia de Dios soy lo que soy)

## Demografía
| Gráfica de evolución demográfica de Bidache entre 1800 y 2012 |
|                                                               |

Fuentes: Ldh/EHESS/Cassini e INSEE.

## Lugares de interés
- El Castillo de Bidache, construido en el siglo XIII.